# David Gahan

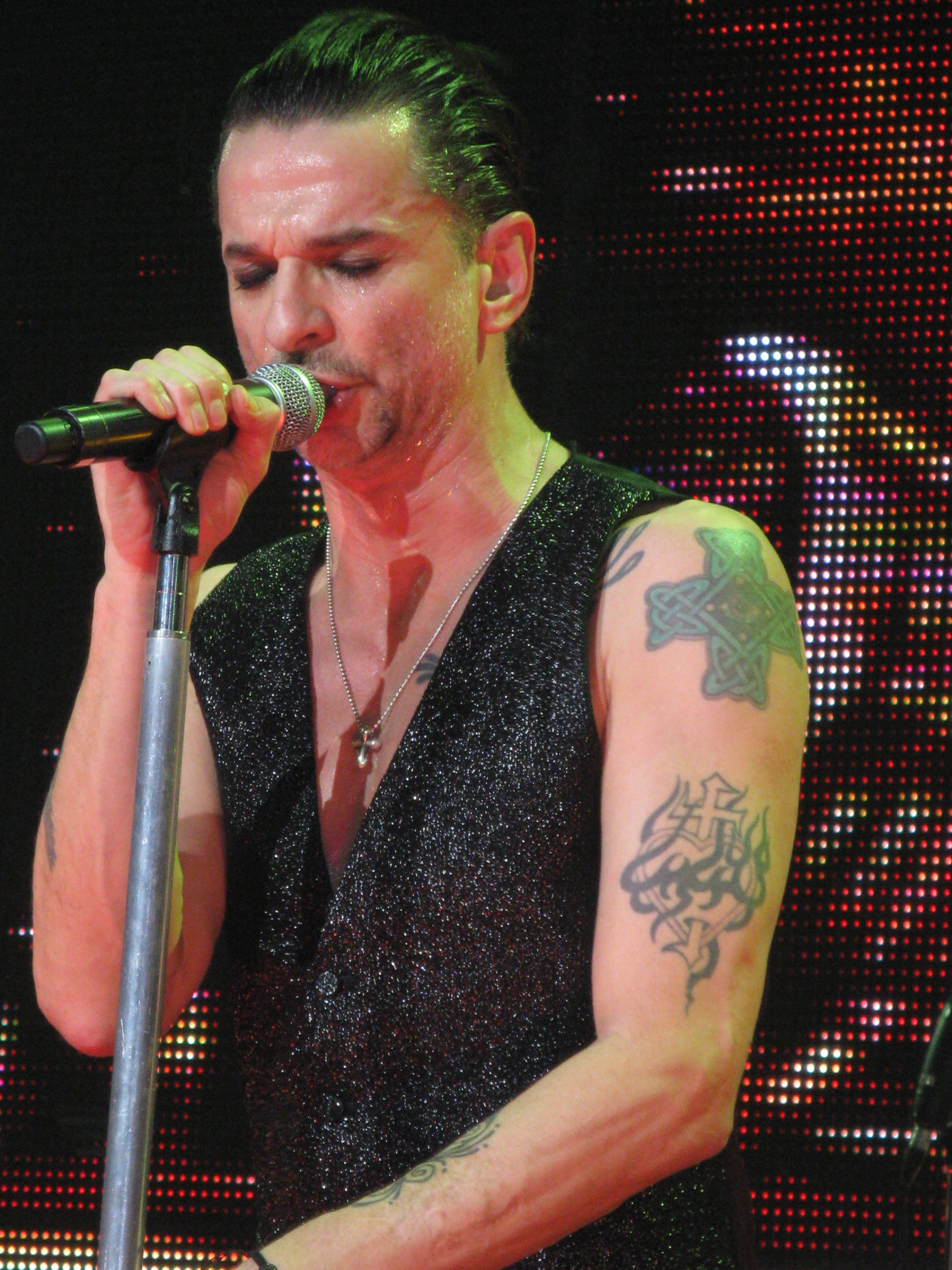
Dave Gahan 2010.

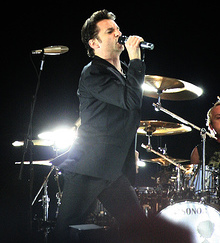
David Gahan 2006.

David "Dave" Gahan (uttalas /ˈɡɑːn/), född David Callcott den 9 maj 1962 i Epping, Essex, är en brittisk musiker, sångare och låtskrivare. Gahan är framförallt känd som bandet Depeche Modes sångare och frontfigur.

## Bakgrund
Gahan är son till busschauffören Len Callcott och busskonduktören Sylvia. Han har en äldre syster som heter Sue. Hans pappa lämnade familjen när Gahan var 6 månader gammal och hans mamma gifte strax därpå om sig med Jack Gahan, administratör på Shell Oil. Den nya familjen flyttade till förorten Basildon utanför London, där Gahan växte upp, och Gahan fick så småningom de två yngre halvbröderna Peter och Phil. Gahan trodde att Jack Gahan var hans pappa fram tills han var 10 år och hans riktiga pappa Len Callcott plötsligt dök upp hemma.  Len Callcott besökte därefter David och Sue regelbundet under cirka ett år innan han plötsligt försvann igen. Gahan träffade efter det aldrig mer sin pappa. 
Under skoltiden i Basildon skolkade Gahan ofta, greps av polis flera gånger, och hamnade i ungdomsdomstolen tre gånger för bland annat stöld och skadegörelse. Han stal ofta bilar och tände eld på dem.  I intervjuer har Gahan flera gånger sagt att musiken räddade honom från en brottslig bana. 
Efter grundskolan gick Gahan cirka ett år på en konstnärlig yrkeshögskola, där han utbildade sig till skyltfönsterdekoratör.

## Depeche Mode
I mars 1980 bildade Martin Gore, Andy Fletcher och Vince Clarke bandet Composition of Sound i Basildon. Clarke var sångare i bandet, men han trivdes inte som frontfigur. Senare samma år hörde Clarke David Gahan framföra David Bowies låt Heroes och frågade honom om han ville vara med i bandet.  Med Gahan som ny sångare bytte bandet namn till Depeche Mode. Gahan föreslog namnet efter att han hade sett den franska modetidningen Dépêche-mode på sin yrkeshögskola.
Depeche Mode blev stora syntpoppionjärer under början av 1980-talet och de har under sin 40-åriga karriär sålt mer än 100 miljoner album över hela världen.  Sedan cirka 2004 har det funnits meningsskiljaktigheter mellan Martin Gore och Gahan. På albumet Playing the Angel (2005) var det länge osäkert om Gahans låtar skulle få vara med. Det sägs att det var Andrew Fletcher som medlade mellan Gahan och Martin Gore som till slut gick med på att Gahan skulle få med sina låtar på albumet. Gahan har även bidragit med låtar till 2009 års Sounds of the Universe.
2020 valdes Depeche Mode in i amerikanska Rock and Roll Hall of Fame.

## Solokarriär
Gahan släppte den till många delar självbiografiska soloskivan Paper Monsters 2003. Gahans andra soloalbum, Hourglass, släpptes 22 oktober 2007.
Under 2010-talet har Gahan samarbetet med duon Soulsavers.

## Privatliv
1985 gifte sig Gahan med sin ungdomskärlek Joanne Fox. Paret fick sonen Jack tillsammans innan de gick skilda vägar 1991. 1992 flyttade Gahan till USA och gifte sig med Depeche Modes amerikanska pressagent Teresa Conroy. Paret skildes 1996. Sedan 1999 är Gahan gift med den amerikanska skådespelerskan Jennifer Sklias-Gahan. Paret bor i New York och har en dotter tillsammans.
Under 1990-talet hade Gahan missbruksproblem, vilket ledde till flera allvarliga överdoser efter The Devotional Tour 1993. Han förklarades kliniskt död under två minuter den 28 maj 1996 efter att ha överdoserat på en speedball, och har sedan dess varit drogfri. Under Depeche Modes Tour of the Universe 2009 blev Gahan sjuk och diagnosticerades med cancer. Efter en lyckad operation kunde bandet återuppta turnén igen, dock efter flera inställda spelningar.

## Diskografi

### Solo

#### Studioalbum
- 2003 – Paper Monsters
- 2007 – Hourglass

#### Livealbum
- 2004 – Soundtrack to Live Monsters (utgivet på Itunes)

1. "Hidden Houses"
2. "Hold On"
3. "Dirty Sticky Floors"
4. "Bitter Apple"
5. "Black and Blue Again"
6. "Stay"
7. "A Little Piece"
8. "I Need You"
9. "Bottle Living"
10. "Goodbye"

- 2007 – Live from SoHo (utgivet på Itunes)

1. "Saw Something" - 5:18
2. "Kingdom" - 4:46
3. "Deeper And Deeper" - 4:27
4. "Use You" - 5:01
5. "Endless" - 5:57
6. "A Little Lie" - 4:58
7. "Miracles" - 3:34

#### Samlingsalbum
- 2008 – Hourglass: Remixes

Vinylalbum
Sida A
1. "Deeper & Deeper" (Juan Maclean Club mix)
2. "Kingdom" (Booka Shade Club remix)
3. "Love Will Leave" (Kap10Kurt mix)
4. "Use You" (Maps remix)

Sida B
1. "Deeper & Deeper" (T. Raumschmiere remix extended)
2. "Kingdom" (Digitalism remix)
3. "Saw Something" (Onur Ozer)
4. "Deeper & Deeper" (Sebastien Leger remix)

Bonus-CD
1. "Deeper & Deeper" (Juan Maclean Club mix)
2. "Kingdom" (Booka Shade Club remix)
3. "Love Will Leave" (Kap10Kurt mix)
4. "Use You" (Maps remix)
5. "Deeper & Deeper" (T. Raumschmiere remix extended)
6. "Kingdom" (Digitalism remix)
7. "Saw Something" (Onur Ozer)
8. "Deeper & Deeper" (Sebastien Leger remix)
9. "Kingdom" (Rosario's Big Room vocal)
10. "Saw Something" (Skreamix)
11. "Deeper & Deeper" (SHRUBBN!! FX instrumental)

#### Singlar
- 2003 – "Dirty Sticky Floors"
- 2003 – "I Need You"
- 2003 – "Bottle Living"/"Hold On" (dubbel A-sida)
- 2004 – "A Little Piece" (Live at the Olympia, Paris, 2003)
- 2007 – "Kingdom"
- 2008 – "Saw Something"/"Deeper and Deeper" (dubbel A-sida)

### Soulsavers
- The Light the Dead See (2012)
- Angels & Ghosts (2015)
- Imposter (2021)